# Pierre Blondy
Pour les articles homonymes, voir Blondy.
Pierre Henri Blondy né le 24 février 1910 dans le 3e arrondissement de Paris et mort le 6 novembre 1970 à Nice, est un acteur, réalisateur et assistant réalisateur français.
Il est le frère du producteur Raymond Blondy.

## Biographie
Pierre Blondy a commencé sa carrière cinématographique comme acteur en 1929. Il devint assistant réalisateur dans les années 1930, puis réalisateur après la Seconde Guerre mondiale.

## Filmographie

### Acteur
- 1929 : La Vie miraculeuse de Thérèse Martin de Julien Duvivier
- 1937 : La Grande Illusion de Jean Renoir

### Assistant-réalisateur
- 1936 : Jenny de Marcel Carné
- 1937 : L'Alibi de Pierre Chenal
- 1938 : Hôtel du Nord de Marcel Carné
- 1939 : Le jour se lève de Marcel Carné
- 1941 : Le pavillon brûle de Jacques de Baroncelli
- 1945 : Les Enfants du paradis de Marcel Carné
- 1947 : Le silence est d'or de René Clair
- 1953 : Quand tu liras cette lettre de Jean-Pierre Melville
- 1953 : Julietta de Marc Allégret
- 1954 : L'Air de Paris de Marcel Carné
- 1955 : La Lumière d'en face de Georges Lacombe
- 1955 : Frou-Frou d'Augusto Genina
- 1958 : Premier mai de Luis Saslavsky
- 1961 : Les Amants de Teruel de Raymond Rouleau

### Réalisateur
- 1946 : Fils de France
- 1947 : Un duel à mort (court métrage)
- 1951 : Champions Juniors

### Décorateur
- 1947 : Mandrin de René Jayet

### Régisseur général
- 1937 : La Grande Illusion de Jean Renoir